# Parque Zoobotânico de Teresina
O Bioparque Zoobotânico do Piauí é uma área de proteção e conservação de fauna e flora localizado no município de Teresina, capital do Piauí. O espaço é utilizado como zoológico abrigando diversas espécies de répteis, aves e mamíferos silvestres e exóticos. Possui áreas de lazer com parque inflável, área para piqueniques, corridas e trilhas ecológicas.

## Histórico
O Bioparque está situado no setor nordeste do perímetro urbano da cidade, entre o rio Poti, principal afluente do rio Parnaíba e a PI-112, que liga a capital piauiense ao norte do Estado. É uma área de preservação ambiental administrada pela gestão privada do Consórcio Bioparque Piauí, através da parceria público-privada com a Secretaria Estadual de Meio Ambiente e Recursos Hídricos - SEMAR, e é utilizado também como zoológico, abrigando espécies animais silvestres e exóticas. Compreende área de 127 hectares, sendo o terceiro maior parque urbano do Brasil e o maior do nordeste.

## Fauna e flora
Sua vegetação predominante é caracterizada por floresta estacional semidecídua, além de mata ciliar nas margens do rio Poti e riachos. As espécies encontradas são típicas de áreas de transição entre os biomas da amazônia, cerrado e caatinga, com destaque para palmáceas mais frequentes, sendo o babaçu, a macaúba, o tucum, o pati e árvores como jatobá, sapucaia, angico branco, chichá, mororó, pitombeira, violeta, ipê-amarelo, embaúba e outras. É marcante também, a presença de especies características desse ambiente, como angico-branco, sapucaia, cajazeira, pau-d'arco-amarelo, jatobá, dentre outras. Por ser uma Unidade de Conservação é comum ser encontrado pela área do parque alguns animais como preguiças, serpentes e saguis.

## Infraestrutura
O local conta com recintos para cada espécie, com espaços que simulam o habitat natural e oferecem condições para observação dos animais. Também possui uma central para equipes da Polícia Ambiental, trilhas ecológicas, estacionamento, praça de alimentação com restaurantes e lanchonetes, banheiros públicos, áreas para piquenique e desenvolvimento de atividades para educação ambiental, aluguel de barcos no Rio Poti e bicicletas.

## Plantel de animais
Os animais que compõem o plantel possuem procedência variável como processos licitatórios do IBAMA, remanejamento de outros zoológicos, doação, ou apreensão realizada por órgãos ambientais. O acervo atual possui cerca de 400 animais dentre aves, répteis e mamíferos, com várias espécies ameaçadas do risco de extinção.

## Objetivos
Área destinada à proteção, como método de conservação do patrimônio natural do estado, também é destinada a educação para visitação escolar, e tange a coleção de animais nativos e exóticos. Entre março e junho/1999, foram realizadas coletas no Bioparque para ampliar o conhecimento da mixobiota no Estado do Piauí, e tornar melhor conhecida a distribuição geográfica da fauna e flora, por institutos de pesquisa e acadêmicos da Universidade Estadual do Piauí-UESPI e Universidade Federal do Piauí-UFPI, e outras instituições que contam com laboratórios especiais para pesquisa.